# Les Carnets Bagouet
Les Carnets Bagouet est une association loi de 1901 créée en avril 1993 par les anciens danseurs et des collaborateurs de la Compagnie Dominique Bagouet, dans l'optique de continuer à transmettre les œuvres et la pédagogie du chorégraphe de danse contemporaine, décédé le 9 décembre 1992, et qui fut l'un des chefs de file de la nouvelle danse française.

## Histoire
Lors du décès de Dominique Bagouet, les danseurs de la compagnie ne souhaitèrent pas continuer à exister sans la présence du chorégraphe, telles qu'ont pu le faire les compagnies de Martha Graham ou d'Alwin Nikolais, mais aspirèrent plutôt à transmettre aux nouvelles générations de danseurs ce qu'ils avaient hérité de Dominique Bagouet. Au vu des nombreuses compagnies qui demandèrent aussitôt la possibilité d'ajouter à leur répertoire certaines pièces du chorégraphe, Liliane Martinez, alors codirectrice de la compagnie, la famille de Dominique Bagouet et des anciens danseurs décidèrent conjointement de créer l'association Les Carnets Bagouet, afin de réfléchir et de s'occuper ensemble de l'avenir du patrimoine de Dominique Bagouet. Parmi les neuf membres fondateurs de l'association se trouvent des personnes de la famille de Dominique Bagouet (son frère et sa sœur), des anciens danseurs de la compagnie tels que Michel Kelemenis, ainsi qu'une collaboratrice artistique.
L'idée initiale des danseurs, qui fut de transmettre, en tant que porteurs en leur corps même des traces de l'œuvre de Dominique Bagouet, le répertoire et la pédagogie du chorégraphe, a engendré nombre de questionnements, notamment sur ce qui devait être fait à partir de l'œuvre du chorégraphe, ce qui devait être transmis et de quelle manière. Ces réflexions ont fait évoluer au fur et à mesure les objectifs et missions de l'association. Il fut décidé dans un premier temps que les Carnets ne devraient pas simplement « conserver » le répertoire de Dominique Bagouet mais aussi le transmettre aux nouvelles générations de spectateurs et de danseurs de façon « vivante ». L'idée initiale s'est ainsi peu à peu précisée et, tout en approfondissant leur réflexion collective quant aux questions de la mémoire de l'œuvre de Dominique Bagouet et du patrimoine chorégraphique contemporain, les Carnets ont mis en œuvre divers types de projets allant dans ce sens : des remontages d'œuvres ou d'extraits d'œuvres par des danseurs issus de diverses structures, des projets pédagogiques, et la constitution d'un fonds d'archives.
Dans les années 2000 – 2002, après avoir mené de multiples expérimentations, les Carnets Bagouet connaissent un certain malaise : plusieurs démissions ont lieu et leurs objectifs et actions se voient considérablement remis en cause. En apportant à chaque projet une réponse adaptée au contexte, Les Carnets Bagouet ont fait évoluer leurs démarches. Aussi est organisé en 2004 un séminaire, « État des lieux », visant à réfléchir sur leur évolution, à étudier et donner un regard critique sur ce qui fut réalisé depuis leur création. À partir de cette période, tandis que l'association n'avait jusqu'à maintenant quasiment accueillie que des anciens danseurs de Dominique Bagouet, celle-ci va s'ouvrir à d'autres artistes et chercheurs. Les Carnets préfèrent alors laisser dans les remontages une plus grande part de liberté aux nouvelles générations, qui s'approprient les danses de Dominique Bagouet grâce aux différentes archives mises à leur disposition.
En 2005, les Carnets Bagouet vont davantage se définir comme un lieu de ressource et moins axer leur action sur les remontages et sur la volonté de rendre vivante l'œuvre de Dominique Bagouet.
Cette expérience de passation d'un patrimoine chorégraphique contemporain, postérieure à la disparition d'un chorégraphe et de sa compagnie, fut pionnière en France.

### Origine du nom
Les notes, croquis ou partitions de Dominique Bagouet n'étant compréhensibles que par les danseurs ayant interprétés les danses, les œuvres de Dominique Bagouet ne semblaient survivre véritablement qu'à travers la mémoire corporelle des anciens danseurs de la compagnie. Aussi, le terme « Carnets » ne fait pas allusion aux archives écrites mais d'abord au corps même de ces danseurs, qui ont conservé la mémoire des chorégraphies interprétées et à partir desquels Bagouet aurait créé ses œuvres.
En outre, le nom évoque un cahier sur lequel se retrouvent des notes, des observations, des bribes d'idées et de réflexions, soit quelque chose qui n'est pas immédiatement saisissable, qui est en train de se construire, à l'image de l'association.

## Fonctionnement
Le fonctionnement des Carnets se veut être collectif et ouvert, amenant ses membres à débattre, à discuter, critiquer, voire remettre en cause les méthodes et objectifs, à se confronter à d'autres danseurs et organisations, et à interroger leur démarche et les conséquences de celle-ci.
Philippe Cohen, directeur du Ballet du Grand Théâtre de Genève, en fut le premier président de 1993 à 1998, avant de céder sa place à Jack Ralite, journaliste et président de l'association de 1998 à 2009. Depuis 2020, c'est Isabelle Launay qui préside l'association. Les Carnets Bagouet s'organisent ensuite autour de trois pôles de compétences : un conseil artistique, anciennement intitulé « cellule de réflexion », un collège pédagogique créé en 2005, ainsi qu'un conseil d'administration.
L'objectif du conseil artistique est de porter une réflexion sur les méthodes et les actions mises en œuvre par l'association, de réunir les différentes archives et de transmettre le patrimoine de Dominique Bagouet. Les réponses sont apportées collectivement et chaque décision est validée par le conseil d'administration. Olivia Grandville fut notamment membre de ce conseil artistique de 1993 à 2001 et y organisa les remontages de Jours Étranges et de So Schnell pour le Dance Theatre of Ireland, l'Opéra de paris et le ballet du Grand Théâtre de Genève. Chacun des membres mène d'autres activités, chacun étant interprète, chorégraphe ou pédagogue dans d'autres compagnies. La famille de Dominique Bagouet a choisi de ne pas s'immiscer dans les décisions artistiques.
L'association a longtemps eu son siège social abrité par la Maison de la danse à Lyon, qui a dès le début mis à disposition un bureau administratif et des locaux pour le stockage de leurs archives. Depuis 2020, le siège est à Montpellier, abrité par le Studio La Nef.

## Activités et objectifs
Les activités de l'association répondent à trois objectifs : transmettre le répertoire de Dominique Bagouet en permettant le remontage de certaines pièces, transmettre sa pédagogie, et constituer un fonds d'archives.

### Transmission du répertoire de Dominique Bagouet
Les anciens danseurs de la compagnie Bagouet s'attachent d'une part à transmettre les chorégraphies de Dominique Bagouet aux compagnies ou structures de formations en danse contemporaine, françaises ou étrangères, qui souhaitent intégrer une œuvre ou un extrait d'œuvre du chorégraphe à leur répertoire, d'autre part à remonter eux-mêmes certaines pièces qu'ils interprétaient du vivant de Dominique Bagouet.
Surtout mis en œuvre lors des débuts de l'association, ces remontages sont entrepris chaque fois de manière différente, selon les équipes, les danseurs et les œuvres avec lesquels les Carnets Bagouet sont amenés à travailler. Néanmoins, quelques règles de base ont été établies pour tous les remontages. Ainsi, il doit être prévu pour chacun d'entre eux une période d'apprentissage (avec notamment des cours techniques), durant laquelle les danseurs d'origine vont tenter de transmettre aux nouveaux danseurs l'univers de Dominique Bagouet, leur façon de travailler à l'époque de la compagnie. Ensuite, les danseurs d'origine doivent transmettre la pièce aux autres danseurs de corps à corps, et en ayant recours à au moins deux sources mémorielles : leurs propres souvenirs de la pièce et l'analyse critique des documents d'archives, notamment les vidéos. L'idée étant de confronter différent témoignages, un maximum de danseurs et de collaborateurs d'origine doivent intervenir dans la transmission. Enfin, chaque remontage doit être organisé par deux directeurs artistiques, de préférence un homme et une femme, afin de porter des regards différents sur les reprises.
Au fur et à mesure des projets expérimentés, ces règles ont évolué, se sont modifiées ou ont même été supprimées, l'important pour les Carnets Bagouet demeurant toujours de respecter l'esprit des chorégraphies de Dominique Bagouet. Dans les années 2000 – 2002, les Carnets Bagouet s'interrogent sur la finalité des remontages qu'ils organisent avec d'autres structures, à savoir s'il faut privilégier la pédagogie et les cours de préparation ou le spectacle final. En outre, ces remontages vont amener l'association à réfléchir sur ce qui fonde l'identité des pièces et de la pédagogie de Dominique Bagouet, afin d'être plus à même de transmettre ce patrimoine.
Lex tableaux ci-dessous présentent quelques pièces ayant été reprises par d'autres danseurs et par les danseurs de la Compagnie Bagouet.
| Pièce recréée                             | Date et lieu de recréation      | Chefs de projets                      | Compagnie                                                                       | Particularités |
| ----------------------------------------- | ------------------------------- | ------------------------------------- | ------------------------------------------------------------------------------- | --- |
| Le Saut de l'Ange (intégrale)             | 5 octobre 1994, La Rochelle     | Bernard Glandier ; Catherine Legrand  | Ballet atlantique Régine Chopinot                                               | Il s'agit du premier projet de reprise d'une pièce intégrale par des danseurs autres que ceux des Carnets Bagouet. La transmission a eu lieu de janvier à octobre 1994. |
| Désert d'amour (intégrale)                | 21 juin 1996, Montpellier       | Jean-Pierre Alvarez ; Dominique Noel  | Dance Theatre of Ireland                                                        | |
| Jours étranges (intégrale)                | 11 mars 1997, Dublin            | Olivia Grandville ; Catherine Legrand | Dance Theatre of Ireland                                                        | Initié en 1994, ce projet a soulevé de grands débats en raison du long travail d'improvisation effectué par les interprètes, ce qui rendait à priori la pièce impossible à remonter par d'autres. Finalement, les Carnets Bagouet acceptèrent cette reprise et recréèrent un contexte d'apprentissage permettant aux nouveaux danseurs d'avoir des outils pour improviser, semblable à celui que leur avait donné le chorégraphe à l'époque. |
| So Schnell (intégrale)                    | 17 mars 1998, Paris             | Matthieu Doze ; Olivia Grandville     | Ballet de l'Opéra national de Paris                                             | |
| F. et Stein, réinterprétation (intégrale) | 7 novembre 2000, Noisy-le-Grand | Christian Bourigault                  | Compagnie de l'alambic                                                          | Créée en 1983, la pièce F. et Stein n'avait jusque-là jamais été reprise : il s'agit d'un solo créé et dansé par Dominique Bagouet lui-même, à l'origine pour une performance d'un soir. Aucun danseur ne pouvant de la sorte transmettre cette pièce à d'autres, et cette dernière étant considérée comme trop intime, les Carnets Bagouet furent réticents à cette reprise et n'acceptèrent qu'à la condition qu'elle prenne un autre nom. Pour ce remontage, Christian Bourigault s'est basé sur une captation vidéo de 1983, et l'aide de quelques collaborateurs. |
| Ribatz, Ribatz ! (extraits)               | 9 décembre 2002, Montpellier    | Marc Leclercq ; Jean Rochereau        | Jeune ballet du Conservatoire national supérieur de musique et de danse de Lyon | Pour cette reprise, les danseurs ne purent se baser que sur une vingtaine de photographies, une vidéo de deux minutes, la musique et de vagues souvenirs. Elle fut l'occasion de créer une partition chorégraphique en système Laban. |

| Pièce recréée                   | Date et lieu de recréation | Chefs de projets             | Particularités |
| ------------------------------- | -------------------------- | ---------------------------- | --- |
| Jours étranges (intégrale)      | 10 novembre 1993, Paris    | Catherine Legrand ; Danseurs | |
| Assaï (intégrale)               | 8 novembre 1995, Lyon      | Anne Abeille ; Michèle Rust  | Les Carnets Bagouet profitèrent de cette recréation pour faire réaliser une partition chorégraphique en système Laban. Par ailleurs, cette reprise les conduit à s'interroger sur la liberté qui doit être laissée aux chefs de projets. |
| Meublé sommairement (intégrale) | 8 mars 2000, Lyon          | Fabrice Ramalingom           | Il s'agit du premier projet à n'être organisé que par un seul chef de projet. |

D'autres projets menés à partir de l'œuvre de Dominique Bagouet ont également vu le jour, tels que la création Matière première, représentée le 10 décembre 2002 à Montpellier, lors d'une soirée organisée en l'hommage du chorégraphe. Il ne s'agit pas du remontage d'une œuvre mais d'un assemblage jusque-là jamais réalisé d'extraits de plusieurs pièces, sortis de leurs contexte (absence du cadre, des décors, costumes et lumières d'origine), de manière à mettre en évidence les gestes des danseurs, « matière première » de l'œuvre .

### Transmission de la pédagogie de Dominique Bagouet
Les Carnets Bagouet organisent plusieurs manifestations visant à transmettre la pédagogie de Dominique Bagouet, telles que des stages, des cours techniques et ateliers, des colloques... Ils peuvent ou non intervenir dans des lieux de formation en danse, auprès de danseurs professionnels ou dans le milieu de l'enseignement. Leur première action dans ce domaine fut de travailler des extraits de la création Les petites pièces de Berlin aux étudiants du Conservatoire national supérieur de musique et de danse de Paris.
Les cours sont primordiaux avant de travailler chaque remontage, dans le sens où ils permettent de transmettre la pédagogie et le style de Dominique Bagouet. Les anciens danseurs de la compagnie ont longuement réfléchi sur leurs points communs, sur ce qui était à même de pouvoir constituer un « style » Bagouet, tels que leur manière de se tenir debout, leur posture, leur respiration ou encore leur regard.
Une université d'été est régulièrement organisée par l'association, la première ayant eu lieu en 1998. C'est une occasion de réaliser des stages pour danseurs professionnels, des cours, mais aussi de mener d'autres projets comme des lectures-démonstrations, des projections de vidéodanses, ou encore d'engager une réflexion plus générale sur la transmission de la danse par le biais de tables-rondes.

### Le fonds d'archives
Les Carnets Bagouet ont sauvegardé les archives de la Compagnie Bagouet mais créent également de nouvelles sources, telles que des captations vidéo de spectacles ou des partitions chorégraphiques, afin de partager leur expérience et de constituer une base pour les remontages. L'une des premières actions de l'association fut ainsi de redanser So Schnell et Necessito pour pouvoir les enregistrer sur vidéo. La numérisation du fonds a été entreprise durant une dizaine d'années.
Le fonds d'archives des Carnets Bagouet comprend :
- des documents sur les costumes et les décors, des bandes-son, des photographies et des documents administratifs témoignant de l'activité artistique de Dominique Bagouet de 1976 à 1993. Ces archives ont été déposées par les Carnets Bagouet en 1996 à l'Institut mémoires de l'édition contemporaine, qui accueillait alors pour la première fois un fonds concernant la danse. Les documents numérisés ont aussi intégré l'IMEC en 2006 ;
- des documents produits par l'association elle-même depuis 1993, comprenant entre autres huit partitions chorégraphiques d'extraits de pièces du chorégraphe, écrites principalement à partir des archives vidéos et utilisant les systèmes de notation Laban et notation Benesh ;
- des vidéos, réalisées par la compagnie Dominique Bagouet et les Carnets Bagouets, numérisées et entreposées à la Maison de la danse. Quelques-unes ont intégré en 2002 la collection Images de la Culture, du Centre national du cinéma et de l'image animée ou sont disponibles en ligne sur le Fonds d'archives numériques audiovisuelles FANA Danse contemporaine[30] et sur place à la médiathèque du Centre national de la danse.